# Lennart Johnsson
Lennart Johnsson   (Västervik, 11 de juny de 1933 - 1 de setembre de 2023) és un atleta suec, ja retirat, especialista en curses de velocitat, que va competir durant les dècades de 1950 i 1960.
El 1960 va prendre part en els Jocs Olímpics de Roma, on disputà dues proves del programa d'atletisme. En ambdues proves quedà eliminat en sèries.
En el seu palmarès destaca una medalla de bronze en els 4x400 metres del Campionat d'Europa d'atletisme de 1958, formant equip amb Nils Holmberg, Hans Lindgren i Alf Petersson. Va ser campió suec dels 400 metres el 1959 i del 4x400 metres relleus de 1958 i 1959.
Va millorar el rècord nacional dels 4x400 metres en diverses ocasions.

## Millors marques
- 100 metres. 10.9"
- 200 metres. 21.8" (1960)
- 400 metres. 47.5" (1959)[1][3]